# Monastère Nikitski de Pereslavl-Zalesski
Le monastère Saint-Nicétas ou monastère Nikitski (en russe : Никитский монастырь) est un monastère orthodoxe russe dédié à saint Nicétas le Goth (Nikita en russe), martyr chrétien mort en 372. Le monastère est situé à proximité de la ville de Pereslavl-Zalesski dans l'Anneau d'or de la Russie.

## Histoire
Le monastère est fondé aux XIe et XIIe siècles[pas clair], cependant certaines sources évoquent aussi sa fondation par le prince de Rostov, Boris Vladimirovitch (986-1015), fils de saint Vladimir Ier. Il est fréquenté par le moine saint Nicétas (ou Nikita) le Stylite (mort en 1186), connu pour son ascétisme. Entre le XIIIe et le XVe siècle, le monastère est ravagé à plusieurs reprises par les Tataro-Mongols de la Horde d'or. Au XVIe siècle, l'un de ses fils, le moine Daniel, fonda le monastère de la Trinité (Troïtse-Danilov), à proximité.
Le monastère est nationalisé en 1918 et les moines dispersés en 1923. Il est transformé en maison de repos, en école, en foyer d'habitation, et même en prison. En 1933, l'iconostase de l'église Saint-Nicétas disparaît dans les flammes. Le monastère fait l'objet d'une restauration dans les années 1960-1970.
Depuis 1993, une communauté de moines est de nouveau installée au monastère.

## Ensemble architectural

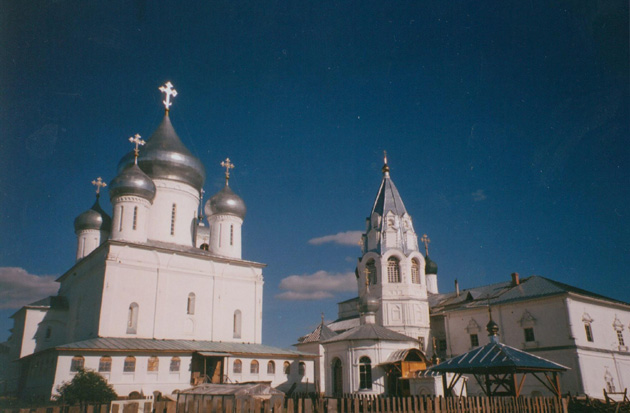
Le monastère et ses églises
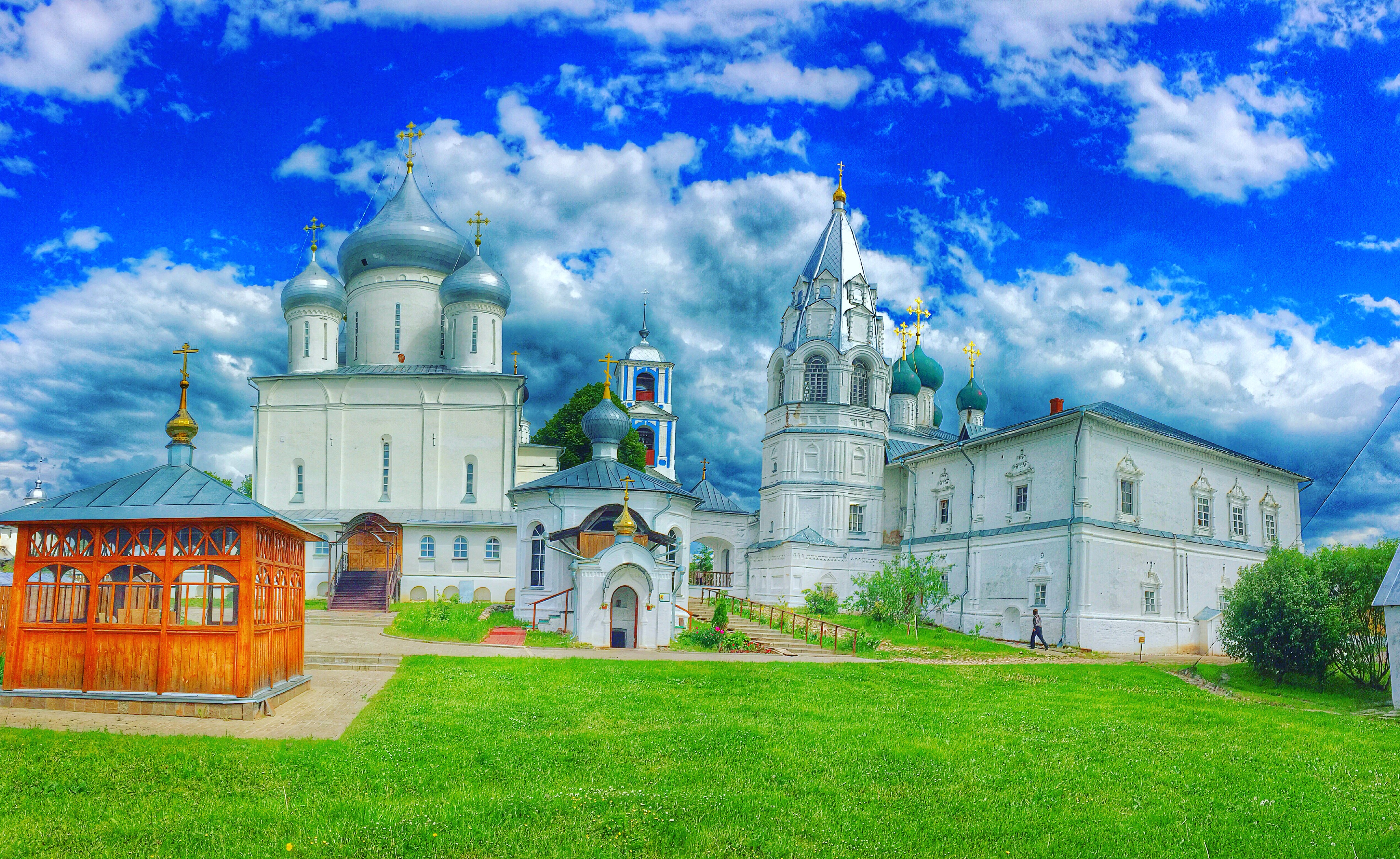
2016 vue d'ensemble des édifices
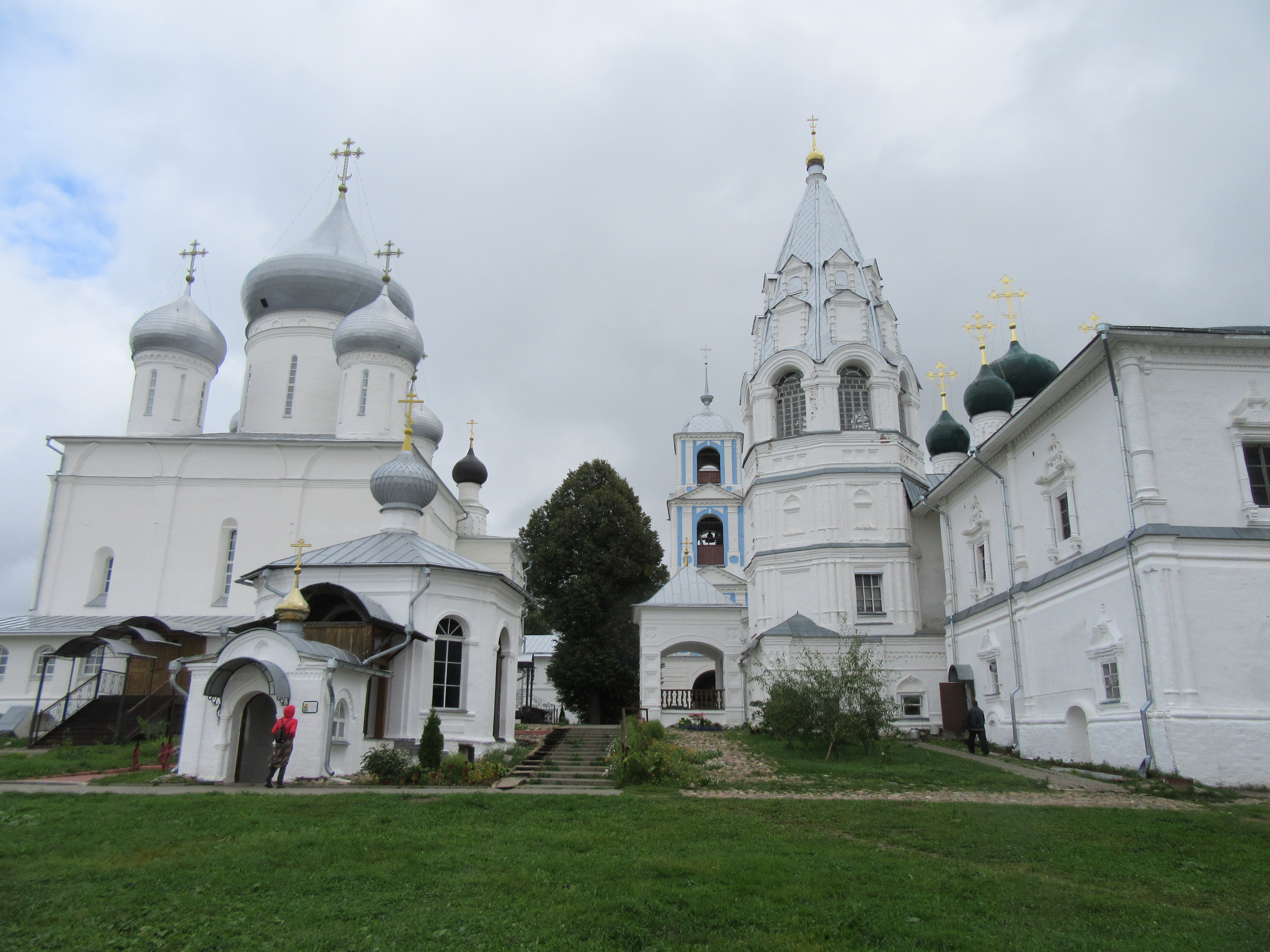
Vue d'ensemble du monastère Nikitski

- Église abbatiale Saint-Nicétas (1561-1564)
- Église de l'Annonciation et réfectoire (trapèze) XVIIe siècle
- Campanile 1668
- Chapelle Saint-Nicétas-le-Stylite (1768)
- Clocher (1818)
- Aile des moines 1876
- Remparts et tours XVIe siècle
- Chapelle de Tchernigov (1702)
- Chapelle Saint-Nicétas-le-Goth

## Source
- (ru) Cet article est partiellement ou en totalité issu de l’article de Wikipédia en russe intitulé « Никитский монастырь (Переславль-Залесский) » (voir la liste des auteurs).